# Закон Литтла
В теории массового обслуживания, разделе теории вероятностей, законом Литтла (англ. Little's law, также результатом, леммой, формулой Литтла) называют сформулированную американским учёным Джоном Литтлом теорему:
Долгосрочное среднее количество L требований в стационарной системе равно долгосрочной средней интенсивности λ входного потока, умноженной на среднее время W пребывания заявки в системе. Алгебраически,  L = λW.
Иными словами, при заданной интенсивности входного потока время в системе пропорционально количеству заявок в системе. Хотя результат и выглядит интуитивно понятным, он замечателен, так как выраженная связь не опосредована распределением поступления, распределением обслуживания, порядком обслуживания или другими посторонними характеристиками.
Закон применим к любым системам, в частности, к подсистемам. Например, очередь клиентов в банке может быть одной подсистемой, а каждый из кассиров — другой. Закон Литтла применим как к каждой из подсистем, так и ко всей системе в целом. От системы требуется лишь стационарность и отсутствие вытесняющей многозадачности. Наличие этих свойств исключает переходные состояния, в том числе запуск и остановку.
В некоторых случаях мы можем не только математически соотнести средние количество и ожидание, но и их целые распределения (с моментами).
В статье от 1954 года закон Литтла приведён как само собой разумеющийся, доказательство отсутствовало. Формула {\displaystyle L=\lambda {}W} впервые опубликована Филипом М. Морсом, который предложил читателям найти ситуацию, в которой отношение бы не выполнялось. В 1961 году Литтл предложил своё доказательство, тем самым продемонстрировав, что таких ситуаций не существует. Затем более простые доказательства опубликовали Джуэлл и Филон. Ещё одно более интуитивное доказательство вышло из-под пера Стидема в 1972 году.